# Adrian Sălăgeanu
Adrian Ioan Sălăgeanu (sinh ngày 9 tháng 4 năm 1983 ở Carei, România) là một cầu thủ bóng đá người România thi đấu cho Oțelul Galați.

## Sự nghiệp

### Oțelul Galați
Anh thi đấu 4 năm cho Oțelul Galați, trở thành cầu thủ chủ chốt trong mùa giải 2011-12, khi mà anh giành được danh hiệu đầu tiên.

### FC Vaslui
Vào ngày 14 tháng 6 năm 2012, anh ký bản hợp đồng 3 năm cùng với FC Vaslui.

## Sự nghiệp quốc tế
Sălăgeanu ra mắt cho đội tuyển quốc gia România lúc 27 tuổi vào tháng 2 năm 2011 trong trận giao hữu với Síp.

## Danh hiệu

### Oțelul Galați
- Liga I
  - Vô địch: 2010-11
- Siêu cúp bóng đá România
  - Vô địch: 2011